# 陈文英 (1954年)
陳文英（婚前英文名字叫Chan Man Yin，婚後冠夫姓英文名Katrina Leung，1954年5月1日—），長期為美國聯邦調查局（FBI）工作，刺探中華人民共和國的情報，代號「客廳女僕」。

## 生平
陈文英护照上称她于1954年5月1日出生在广州。她进了纽约市华盛顿·欧文高中学习，并于1972年6月毕业。同年8月7日，她拿到绿卡。
陈文英考上了康乃尔大学并拿到学位，接着又从芝加哥大学拿到了MBA。在她上大学期间，美国联邦调查局詹姆斯·J·史密斯和她进行了最初的接触。她所帶來的情報獲得高度評價，其中一部分甚至一路上呈至白宮。但FBI後來發現，她在未經FBI許可下，將許多情報洩漏給中華人民共和國國家安全部，事後追查得知陳的中國國安部上線名為「毛國華」，她本人代號為「羅」，提供中國情報已十多年。這導致FBI必須重新檢討陳多年來所提供的情資，並清查FBI被滲透的情形。在調查中還發現，陳與兩名FBI負責對中國反情報的探員比爾‧克利夫蘭與詹姆斯·J·史密斯發展長期的婚外情，此二人（皆為陳文英的上司）比FBI當局更早發現陳文英雙面諜的行為，卻選擇替她隱瞞，避免婚外情的事實外洩（陳、克利夫蘭、史密斯三人皆已婚）。在陳接受FBI調查期間，甚至從自己的家中拿出她從J.J.史密斯處取得的許多機密文件，是與J.J.史密斯相處時從他的公事包中取出，而他並不知情。FBI認為陳從美國FBI、加拿大的北方電信公司與中國官方皆獲得酬勞（她說楊尚昆曾下令提供她十萬美金），合計應在三百萬美金之上。
陳文英於2003年被美國司法部起訴指控為間諜。然而在訴訟期間因檢察官本身的失誤，2005年1月6日遭加州地方法院法官裁定撤銷起訴。檢方受此打擊後，再以多項逃稅罪名起訴陳文英（包括房貸利息、多項情報收入，以及協助加拿大北方電信進入中國市場所得的酬勞）。陳於上訴法院還未裁決前，決定進行認罪協議，承認其中兩項較輕的罪名，以避免更多損失，也避免被撤銷的舊案再次被翻出審理。同年12月16日，陳文英被判緩刑三年，兩百小時社區服務，與一萬美元罰緩。她基本上擺脫了指控，而美國政府則免去在法庭的公開審理中暴露出更多情報機密細節的尷尬。
《獵虎行動：失竊的核武機密》（Tiger Trap: America′s Secret Spy War with China）一书對於此事有詳細描述。